# كريستا فاوست
كريستا فاوست (بالإنجليزية: Christa Faust)‏ (21 يونيو 1969، نيويورك في الولايات المتحدة)؛ روائية أمريكية.